# Bitva u Mons Graupius
Bitva u Mons Grapius byla první zaznamenaná bitva na území dnešního Skotska.
Dle římského historika Tacita se jednalo o římské vojenské vítězství, které se odehrálo v roce 83 nebo 84. Přesné umístění bitvy je nadále předmětem sporů. Historici dlouho pochybovali o některých detailech bitvy, které Tacitus popisoval. Pravděpodobně římský úspěch značně nadsadil.

## Pozadí
Podle Tacitova popisu Julius Agricola, který byl římským guvernérem a Tacitovým tchánem, poslal svou flotilu napřed, aby způsobila mezi Kaledoňany paniku, a sám s lehkou pěchotou posílenou pomocnými sbory dorazil na místo, které však mezitím bylo obsazeno nepřítelem.
Přestože byli Římané v boji proti britonským kmenům většinou ve značné početní nevýhodě, často měli potíže donutit své nepřátele postavit se jim v otevřené bitvě. Kaledoňané byli posledním nepřátelským britonským kmenem (a nikdy také nebyli úplně ovládnuti). Když Římané pochodovali na hlavní sýpky Kaledoňanů, které byly díky nedávno skončené sklizni zrovna plné, byli po mnoha letech vyhýbání se boji tentokrát donuceni k bitvě. Kaledoňané neměli jinou možnost než bojovat nebo nadcházející zimu hladovět.

## Bitva
Podle Tacitova popisu byla spojenecká pomocná pěchota o síle 8 000 mužů umístěna ve středu formace, zatímco 3 000 jezdců bylo na bocích a římští legionáři byly umístěni před jejich táborem jako záloha. Odhady velikosti římské armády se pohybují od 17 000 do 30 000 mužů, ačkoli Tacitus uvádí, že bylo nasazeno 11 000 vojáků pomocných sborů spolu s dalšími čtyřmi eskadrami kavalérie, avšak počet legionářů v záloze je nejistý. Kaledonská armáda, popisovaná Tacitem a vedená Calgacem (Tacitus jej pouze zmiňuje jako vůdce, který promlouval k bojovníkům a patrně se jedná o fiktivní postavu) měla údajně sílu o více než 30 000 mužích. Byla umístěna v řadách většinou na vyvýšenině a jejich přední řady byly na rovině pod ní v podkovové formaci. Kaledonské válečné vozy byly umístěny na úrovni roviny mezi oběma armádami.
Po krátké střelbě z luků obou stran zavelel Agricola pomocným sborům k zahájení frontálního útoku na nepřítele. Složeny byly přibližně ze čtyř kohort batavských a dvou kohort tungrijských pěšáků s meči. Kaledonské jednotky na svazích byly po tvrdém útoku odříznuty a poraženy. Řady umístěné na kopci se pokusily o obchvat útočící armády, ale poté byly samy obklíčeny římskou jízdou. Tím byla kaledonská vojska poražena a zbylí bojovníci uprchli do úkrytu nedalekého lesa, přičemž se však stále snažili neúnavně útočit na dobře organizované římské jednotky.
Tacitus píše, že římské legie se bitvy nezúčastnily a byly po celou dobu v záloze. Údajně padlo na 10 000 Kaledoňanů a pouze 360 mužů římských pomocných sborů, což je pravděpodobně velmi přehnané zvláště v počtu padlých Keltů, a to zejména proto, že římské údaje o mrtvých nepřátelských vojácích byly často velmi nadsazené a podezřelé, obzvláště s tak velkým rozdílem. Na 20 000 kaledonských bojovníků ustoupilo do lesa, kde se mohli lépe skrýt a uniknout tak pronásledování. Římští průzkumníci pak příštího rána nenalezli po zbývajících kaledonských silách ani památky.

## Kritika Tacitova popisu
Tacitovo prohlášení o jednoznačném vítězství v bitvě bylo některými historiky kritizováno, nicméně popsaný průběh bitvy, kterému někteří věří, se pravděpodobně takto neodehrál. Jeden z autorů kritiky naznačil, že císař Domitianus mohl být podvodně informován, že Agricola dobyl významné vítězství. Navzdory těmto tvrzením je třeba poznamenat, že Agricola získal po tomto tažení mnoho vyznamenání a že mu byla nabídnuta pozice guvernéra v jiné části říše, takže se zdá být nepravděpodobné, že by Domitian pochyboval o jeho značných úspěších. Teorie o tom, že by si celé tažení vymyslel a poté se císaři vyhýbal, se nezdá být založené na pravdě vzhledem k tomu, že při návratu byl oceněn.

## Následky bitvy
Po této poslední bitvě bylo prohlášeno, že si Agricola konečně podmanil všechny kmeny Británie. Brzy poté, co byl Agricola odvolán do Říma, nastoupil na jeho místo Sallustius Lucullus. Je pravděpodobné, že Řím zamýšlel pokračovat v konfliktu, ale vojenské požadavky jinde v říši vyžadovaly stažení vojsk a tím byla příležitost ovládnout všechny zdejší kmeny ztracena.
Tacitovo prohlášení Perdomita Britannia et statim missa („Británie byla zcela dobyta a okamžitě podrobena“) naznačuje sjednocení celého ostrova pod římskou vládou po Agricolově úspěšné kampani.

## Místo konání bitvy
Kolem určení místa, kde se bitva měla odehrát, se strhla rozsáhlá debata a byla provedena analýza, přičemž většina zkoumaných lokalit se rozprostírala od hrabství Perthshire až na sever od řeky Dee, tedy vše na severovýchodě Skotska. Řada autorů se domnívá, že bitva proběhla v oblasti pohoří Grampiany v blízkosti pobřeží Severního moře. Zejména autoři jako je William Roy, Gabriel Surenne, Archibald Watt nebo Michael Hogan tvrdí, že nejpravděpodobnějšími místy bitvy mohou být Kempstone Hill, Megray Hill nebo další lokace vzhledem k poblíž ležícímu římskému táboru Raedykes. Tato místa ve správní oblasti Aberdeenshire mají shodné znaky s historickým popisem Tacita a také archeologické nálezy související s přítomností Římanů naznačují, že zde k bitvě skutečně dojít mohlo. Kromě toho jsou tyto vyvýšeniny terénu v blízkosti Elsick Mounth, starobylé cesty používané Římany a Kaledoňany pro vojenské manévry. Vysočina Bennachie v Aberdeenshire, pás bývalých římských opevnění Gask Ridge nedaleko Perthu nebo hrabství Sutherland jsou další možná místa bitvy.